# Calcinosis
La calcinosis es una  enfermedad que cursa con depósitos de calcio en tejidos extraesqueleticos debido a factores locales o sistémicos, que forman conglomerados de cristales de hidroxiapatita o de fosfato cálcico amorfo y en algunos casos puede aparecer neoformación ósea.

## Fisiopalogía
En condiciones normales solo se produce calcificación del hueso y de los dientes, ya que existen inhibidores de la mineralización, como el pirofosfato inorgánico, pero si se dan las circunstancias ambientales y la predisposición individual, la calcinosis puede darse en otros tejidos, como músculo, los tendones o la piel.
Para que se presente el depósito de calcio en los diferentes tejidos, es necesario una alteración estructural en la zona; como ocurre en la calcinosis de la esclerosis sistémica progresiva (ESP), de la enfermedad mixta del tejido conjuntivo (EMTC), de la dermatomiositis y/o polimiositis (DM-PM) y lupus eritematoso generalizado (LEG).
La calcinosis, dependiendo del tejido, puede localizarse en la piel (superficial), en el tejido subcutáneo de las áreas de extensión de las articulaciones (codo y rodillas) o puede depositarse en tejidos más profundos (músculos). También la calcinosis puede aparecer en tejidos deslocalizados como ocurre en endocarditis infecciosa o en la tuberculosis.

## Tipos
Existen cuatro tipos de depósitos de calcio:
1. Distrófico: ocurre con mayor frecuencia. Se caracteriza porque no existen concentraciones de calcio o fosfato en sangre más altas de los niveles normales. La calcificación se produce alrededor de una herida, en un corte pequeño o en el lugar de una cirugía, es decir en presencia de piel dañada o en tejidos blandos. El daño tisular producido por enfermedades autoinmunes como el lupus o la artritis reumatoide, lesiones en las articulaciones o tumores también pueden causar el depósito de calcio en los tejidos dañados. Los depósitos de calcio se manifiestan en forma de bultos, los cuales, en caso de que sea posible, habría que eliminar mediante extirpación quirúrgica. Aunque es posible que aparezcan de nuevo si son el resultado de procesos que continuamente dañan los tejidos blandos.
2. Metastásico: se caracteriza por la presencia de altas cantidades de calcio y/o fosfato en la sangre de una persona.Como consecuencia se forman depósitos de calcio en diferentes zonas del cuerpo. Las causas pueden ser una excesiva ingesta de vitamina D, la sobreestimulación de la glándula tiroidea, las enfermedades que destruyen el tejido óseo o un fallo del riñón, no siendo capaz de eliminar el calcio o fosfato.
3. Iatrogénico: en este tipo la calcinosis se localiza en un único sitio donde el tejido haya sido dañado mediante una cirugía, por el uso continuado de electrodos que contengan calcio, por ejemplo, para determinar la actividad cerebral, también se pueden producir lesiones.
4. Idiopático: calcinosis de origen indeterminado puede aparecer en niños que nacen con defectos congénitos en tejidos blandos. Es frecuente que aparezcan en el escroto y la vagina, pudiendo aparecer también en la cara. Enfermedades como el síndrome de Down, hacen que la persona sea más vulnerable a sufrir lesiones por el calcio. El tratamiento puede no ser totalmente efectivo.[2]

## Diagnóstico
Se debe realizar una historia clínica detallada y solicitar una analítica general que incluya
función renal,
sodio,
potasio,
calcio corregido,
fósforo y el producto de ambos,
amilasa,
lipasa,
creatina cinasa (CK),
aldolasa,
paratohormona (PTH),
enzima convertidora de angiotesina (ECA),
vitamina D,
autoinmunidad,
hemograma,
gasometría (bicarbonato, pH),
orina de 24 horas con excreción de calcio y fósforo.
También se deben hacer pruebas de imagen como radiografías y TAC (tomografía axial computarizada) en las que se puedan objetivar las calcificaciones.
El diagnóstico definitivo es histopatológico: material granular amorfo con calcio.
Los depósitos suelen hallarse en áreas con degeneración del colágeno o tejido adiposo, en relación con trastorno subyacente. 
El pronóstico suele ser benigno, siendo infrecuentes las complicaciones graves y, en ocasiones, se revirte espontáneamente.

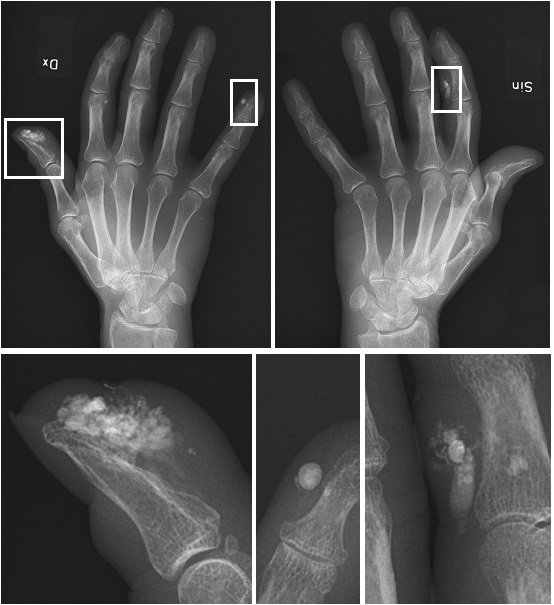
Radiografías oblicuas de las manos de una mujer de 72 años que muestra calcificaciones óseas.

## Tratamiento
Para su tratamiento se han aplicado tanto medidas farmacológicas como quirúrgicas, presentando en ambos casos resultados muy dispares. 
El tratamiento médico consiste primero en tratar la patología subyacente y de las complicaciones (antibioterapia en caso de sobreinfección). En los casos asociados a elevación del producto calcio-fósforo, se recomienda disminuirlos de la dieta. 
Los fármacos empleados en el tratamiento de la calcinosis son: 
- colchicina: útil para el tratamiento de nódulos con inflamación aguda asociada.
- hidróxido de aluminio: en pacientes con hiperfosfatemia, dado que actúan como quelante del fósforo a nivel intestinal, impidiendo su absorción;
- etidronato: in vitro se ha visto que disminuye la formación de cristales de hidroxiapatita y endovenosamente disminuye la calcemia;
- warfarina: disminuye los niveles tisulares de ácido gamma carboxiglutámico, el cual se ha implicado en el desarrollo de las calcificaciones;
- diltiazem: se cree que su efecto terapéutico se debe a que es un antagonista de la bomba de calcio-sodio;
- corticoterapia intralesional, corticoterapia sistémica e inmunosupresores (en casos avanzados);

El tratamiento quirúrgico (extirpación de los nódulos calcificados) no se aplica sistemáticamente, ya que se ha visto que el trauma quirúrgico puede estimular la formación de calcio y porque son frecuentes las recidivas tras la extirpación. Se indica en los casos que cursen con dolor, infecciones recurrentes, ulceraciones e impotencia funcional.
Debido a que es un síndrome poco común, hay una falta notable de ensayos clínicos controlados sobre su tratamiento. La eficacia del tratamiento de la calcinosis solo se ha informado en series de casos pequeñas. En general, no se ha aceptado ningún tratamiento como terapia estándar.